# 松尾均
松尾 均（まつお ひとし、1915年9月15日 - 1994年9月23日）は、日本の労働経済学者・社会福祉学者。

## 人物
佐賀県武雄生まれ。佐賀高等学校卒、1940年東京帝国大学法学部政治学科卒、産業組合中央会職員、1941年内閣企画院第三部嘱託、1946年国民経済研究協会研究員、1958年日本女子大学文学部社会福祉学科教授、64年同家政学部教授、83年定年、名誉教授。

## 著書
- 『再建整備と雇傭問題』経済再建研究会共著 山水社 経済再建シリーズ 1948
- 『中小企業における賃労働の特質』日本労働協会調査研究部 1960
- 『現代の社会政策』東洋経済新報社 1966
- 『教養経済学』東洋経済新報社 1968
- 『資本主義経済論 経済の理論と政策』自由書房 1972
- 『現代生活における"労働"の所在』第一書林 1983
- 『現代日本の労働と生活』松尾均先生の退任を記念する論文集刊行会編 第一書林 1983

### 共編著
- 『日本社会保障読本』編 東洋経済新報社 1961
- 『講座日本の労働問題 第3 社会保障』江口英一共編 弘文堂 1962
- 『現代労働問題講座 第8 社会保障と福利厚生』共著 有斐閣 1967
- 『社会保障読本』編 東洋経済新報社 1967
- 『社会保障の思想と権利』沼田稲次郎,小川政亮共編 労働旬報社 1973
- 『社会保障論 運動論序説』編 至誠堂 現代社会保障叢書 1974
- 『日本の社会保障』小川喜一共編 日本評論社 1977
- 『生活・制度闘争論』編 日本評論社 1979
- 『福祉体制の終焉と80年代』編著 労働教育センター 労働運動実践叢書 1980
- 『現代の生活問題』久保まち子共編 第一書林 1984

## 注
1. ↑  「追悼・松尾均先生〔含 略歴・主要著書〕」『月刊自治研』1994-11